# Nova Acta Physico-medica
Nova Acta Physico-medica (abreviado Nova Acta Phys.-Med. Acad. Caes. Leop.-Carol. Nat. Cur.) fue una revista ilustrada con descripciones botánicas que fue editada en Alemania. Publicó los volúmenes números 1 al 19, en los años  1757-1839. Fue precedida por Acta Phys.-Med. Acad. Caes. Leop.-Carol. Nat. Cur. y reemplazada por Novorum Actorum Academia Caesareae Leopoldinae-Carolinae Germanicae Naturae Curiosorum.